# 羅氏沙帶魚
羅氏沙帶魚，为輻鰭魚綱鱸形目鯖亞目带鱼科的其中一種。分布於西太平洋的印尼婆羅洲海域，棲息在沿海，屬肉食性，以甲殼類、小魚等為食。

## 扩展阅读
維基物種上的相關：羅氏沙帶魚